# Benzina (llibre)
Benzina és una novel·la de l'escriptor Quim Monzó. Va ser escrita a Nova York l'any 1982, mentre Monzó hi vivia gràcies a una beca de la Fundació del Congrés de la Cultura Catalana per a estudiar literatura nord-americana contemporània. Va ser publicada l'any 1983 a l'editorial Quaderns Crema.
La novel·la es divideix en dues parts «Gener» i »Desembre» i s'estructura en forma de rull -acaba on comença-, de manera que es pot entendre que l'acció es repeteix de manera infinita. Compta un any de la vida de l'artista Heribert Julià que, per un bloqueig creatiu, llisca cap a la paranoia. La seva amistançada Hildegarda l'avorreix, i de la seva dona només li interessen les aventures extramatrimonials. Prepondera l'anècdota i humor àcid sobre l'argument que és força dissolt, i conta com Humbert, el seu competidor al llit de la seva dona, també esdevé el seu competidor a nivell professional.
La crítica de la traducció anglesa n'estima l'humor omnipresent, amb observacions hilarants i horripilants del surrealisme quotidià de la gent. La crítica observa la confirmació del talent de Monzó en la seva manera magistral de descriure el buit de certs cercles artístics sense caure en aquest buit l'escriptor mateix. Segons El Mundo és una de les millors novel·les dins «l'anèmic panorama literari de fi de segle autocomplaent i acrític».

## Traduccions[5]
- Jordà, Joaquín (traducció). Gasolina (en castellà).  Barcelona: Editorial Anagrama.
- Newman, Mary Ann (traducció). Gasoline (en anglès).  Nova York: Open Letter Books.
- Raillard, Edmond (traducció. Essence (en francès).  París: Éditions Pierre Belfond.
- Gasolina (en portuguès).  Lisboa: Editorial Teorema.
- Jakupi, Gani (traducció). Benzin (en serbi).  Alexandria Press.[6]